# Шинін Олександр Степанович
Шинін Олександр Степанович (23 липня 1954, Миргород) — Заслужений діяч мистецтв України (2007), член Національної спілки художників України (1994).
Закінчив Одеське державне художнє училище ім. Грекова (1979) та Харківський художньо-промисловий інститут, відділення монументально-декоративного мистецтва (1992). 
Працює в галузі монументально-декоративного мистецтва та станкового живопису. Старший викладач кафедри теорії і методики технологічної та професійної освіти Вінницького педагогічного університету ім. М. Коцюбинського.
Основні твори:
- «Дзига» (1997);
- «Ніч» (1999);
- «Дівчина перед дзеркалом» (2001);
- «Сон» (2002).